# バカバカンス
バカバカンス（ばかばかんす）は、2008年7月に公開の日本映画。宮田宗吉が脚本、監督を手がけたロードムービー。第8回TAMA映画祭 TAMA NEW WAVE特別賞受賞。

## 解説
唯野未歩子監督作品の『三年身籠る』など数々の映画で助監督を務めた宮田宗吉の初監督作品。周囲に振り回される主人公に『ここに、幸あり』『真夜中の少女たち』の須田邦裕、ヒロインに『三年身籠る』『Sweet Rain 死神の精度』の奥田恵梨華、その他、『さくらん』の渋川清彦ら注目の俳優が出演。

## ストーリー
小さな洋食店で働く美智男（須田邦裕）は、半年前に出て行った亜衣（奥田恵梨華）のことで頭がいっぱいだ。そんなある日、店のオーナー（中島陽典）が金を持って失踪してしまう。美智男が不安な思いで帰宅すると、新しい恋人にふられた亜衣が突然現れ今晩泊めてくれと言う。美智男の気持ちなどまったく気にかけない亜衣。何もできないまま鬱々とした夜を過ごす美智男。翌日、オーナーの居場所を突き止めた先輩コック隆司（渋川清彦）に連れられ、美智男と共に亜衣もオーナーを探す旅に出る。それぞれの思いを抱えたまま海辺の町を目指して赤いオンボロオープンカーは走り出す。

## 概要
- 2008年7月5日より吉祥寺バウスシアターでロードショー。
- タイトルの『バカバカンス』は映画監督の風間志織が名付け親で、忌野清志郎の楽曲に由来する。[1][2]
- 劇中で重要な役割を果たしているオープンカー、ホンダ・シティカブリオレは、宮田監督の私物である。また、美智男のアパートも宮田監督自身の部屋を使って撮影している。
- 公開記念イベントとして、宮田監督、奥田恵梨華、渋川清彦による舞台挨拶（7月5日）、宮田監督、渋川清彦、中村麻美、風間志織によるトークイベント（7月9日）、appledore弾き語りライブ、PV「真空時間」（宮田宗吉監督作品）上映（7月11日）、マギー司郎 WITH須田邦裕によるマジックショー（7月12日）、宮田監督、奥田恵梨華、映画監督の冨樫森によるトークイベント（7月16日）、宮田監督、須田邦裕、奥田恵梨華によるイベント（7月18日）がそれぞれ行われた。
- 2008年10月11日〜10月17日、名古屋シネマテーク上映。記念イベントは、宮田監督、奥田恵梨華、須田邦裕による舞台挨拶（11日）、　宮田監督、須田邦裕による舞台挨拶（12日）、宮田監督、冨樫森によるトークショー（13日）、下石奈穂美（appledore）による弾き語りライブ（16日）。
- 2008年10月25日〜10月31日、横浜ジャック＆ベティ上映。記念イベントは、宮田監督、奥田恵梨華による舞台挨拶（25日）、宮田監督、奥田恵梨華、須田邦裕、安斎肇トークショー（26日）、宮田監督、渋川清彦、中村麻美、クノ真季子、風間志織（27日）、濱唄シンガー ビト ミニライブ & 宮田監督、風間志織トークショー（28日）、宮田監督、須田邦裕、松本ともこトークショー（29日）、宮田監督、奥田恵梨華、他による舞台挨拶（30日）、宮田監督、冨樫森トークショー（31日）
- 2008年11月15日〜11月17日、京都みなみ会館上映予定。

## キャスト
- 須田邦裕 - 中田美智男
- 奥田恵梨華 - 栗原亜衣
- 渋川清彦 - 隆司
- 中島陽典 - オーナー
- 小林沙世子 - オーナーの妻
- 川屋せっちん - 不動産屋
- 森下能幸 - 給水車の男
- 猫田直 - そば屋の妻
- マギー司郎 - 大家さん
- 今吉祥子
- すぎもとみさき
- 妓独景虎
- 神谷涼太
- 石井晋一
- 増子直純（怒髪天）
- 藤原美穂
- 相馬由妃
- 下石奈穂美（appledore）
- 松江勇武（appledore）

## 音楽
- 主題歌 - The ピーズ　「ノロマが走っていく」